# Gondia
Gondia ou Gondiya est une ville de l'état de Maharashtra en Inde. La ville est également connu sous le nom de la Ville du riz en raison de l'abondance des moulins à riz dans la région et est remarquable pour son aéroport historique qui a été construit par les Britanniques au cours des années 1940. Gondia est très proche de l'état du Madhya Pradesh, Chhattisgarh, et considéré comme la porte d'entrée du Maharashtra de l'Inde centrale et orientale. La ville possède plus de 1000 rizeries et abrite aussi quelques industriels du tabac.